# Kurzbahnweltmeisterschaften 2004
| Kurzbahnweltmeisterschaften 2006 | Kurzbahnweltmeisterschaften 2006 |
| Conseco Fieldhouse               | Conseco Fieldhouse               |
| -------------------------------- | -------------------------------- |
| Veranstaltungsort                | Indianapolis                     |
| Teilnehmende Nationen            | 94                               |
| Teilnehmende Athleten            | 502                              |
| Entscheidungen                   | 40                               |
| Eröffnung                        | 7. Oktober 2004                  |
| Abschluss                        | 11. Oktober 2004                 |

| Medaillenspiegel | Medaillenspiegel                              | Medaillenspiegel | Medaillenspiegel | Medaillenspiegel | Medaillenspiegel |
| Platz            | Land                                          | G                | S                | B                | Gesamt           |
| ---------------- | --------------------------------------------- | ---------------- | ---------------- | ---------------- | ---------------- |
| 1                | USA                                           | 21               | 10               | 10               | 41               |
| 2                | Australien                                    | 7                | 15               | 7                | 29               |
| 3                | Vereinigtes Königreich                        | 2                | 3                | 0                | 5                |
| 4                | Russland                                      | 2                | 0                | 2                | 4                |
| 5                | Schweden                                      | 1                | 4                | 4                | 9                |
| 6                | Brasilien                                     | 1                | 1                | 3                | 5                |
| 7                | Deutschland                                   | 1                | 1                | 1                | 3                |
| 8                | Japan Niederlande Slowenien Slowakei Tunesien | 1                | 0                | 1                | 2                |
| 13               | Volksrepublik China                           | 0                | 2                | 1                | 3                |
| 14               | Kanada                                        | 0                | 1                | 3                | 4                |
| 15               | Rumänien                                      | 0                | 1                | 1                | 2                |
| 16               | Algerien Italien                              | 0                | 1                | 0                | 1                |
| 18               | Kasachstan                                    | 0                | 0                | 2                | 3                |
| 19               | Kroatien Neuseeland                           | 0                | 0                | 1                | 3                |

Die Kurzbahnweltmeisterschaften 2004 im Schwimmen fanden vom 7. bis 11. Oktober 2004 in Indianapolis statt und wurden vom internationalen Schwimmverband FINA organisiert.
Die Wettkämpfe wurden im Conseco Fieldhouse abgehalten, das Heimstadion der NBA-Basketballmannschaft Indiana Pacers.

## Zeichenerklärung
- WR – Weltrekord

## Schwimmen Männer

### Freistil

#### 50 m Freistil
| Platz | Land            | Athlet            | Zeit     |
| ----- | --------------- | ----------------- | -------- |
| 1     | Verein. Königr. | Mark Foster       | 00:21,58 |
| 2     | Schweden        | Stefan Nystrand   | 00:21,66 |
| 3     | USA             | Nicholas Brunelli | 00:21,77 |
| 3     | Brasilien       | Nicholas Santos   | 00:21,77 |

#### 100 m Freistil
| Platz | Land     | Athlet      | Zeit     |
| ----- | -------- | ----------- | -------- |
| 1     | USA      | Jason Lezak | 00:47,97 |
| 2     | Algerien | Salim Iles  | 00:48,07 |
| 3     | Kanada   | Rick Say    | 00:48,38 |

#### 200 m Freistil
| Platz | Land   | Athlet         | Zeit     |
| ----- | ------ | -------------- | -------- |
| 1     | USA    | Michael Phelps | 01:43,59 |
| 2     | Kanada | Rick Say       | 01:44,39 |
| 3     | USA    | Ryan Lochte    | 01:44,97 |

#### 400 m Freistil
| Platz | Land     | Athlet          | Zeit     |
| ----- | -------- | --------------- | -------- |
| 1     | Russland | Juri Prilukov   | 03:40,79 |
| 2     | USA      | Chad Carvin     | 03:43,77 |
| 3     | USA      | Justin Mortimer | 03:44,70 |

#### 1500 m Freistil
| Platz | Land     | Athlet        | Zeit     |
| ----- | -------- | ------------- | -------- |
| 1     | Russland | Juri Prilukow | 14:39,16 |
| 2     | Italien  | Simone Ercoli | 14:53,89 |
| 3     | Rumänien | Dragoș Coman  | 14:56,74 |

### Schmetterling

#### 50 m Schmetterling
| Platz | Land            | Athlet        | Zeit     |
| ----- | --------------- | ------------- | -------- |
| 1     | USA             | Ian Crocker   | 00:22,71 |
| 2     | Verein. Königr. | Mark Foster   | 00:23,22 |
| 3     | Kroatien        | Duje Draganja | 00:23,26 |

#### 100 m Schmetterling
| Platz | Land            | Athlet        | Zeit     |
| ----- | --------------- | ------------- | -------- |
| 1     | USA             | Ian Crocker   | 00:50,18 |
| 2     | Verein. Königr. | James Hickman | 00:51,13 |
| 3     | Slowenien       | Peter Mankoč  | 00:51,66 |

#### 200 m Schmetterling
| Platz | Land                | Athlet        | Zeit     |
| ----- | ------------------- | ------------- | -------- |
| 1     | Verein. Königr.     | James Hickman | 01:53,41 |
| 2     | Rumänien            | Ioan Gherghel | 01:54,06 |
| 3     | Volksrepublik China | Wu Peng       | 01:54,51 |

### Rücken

#### 50 m Rücken
| Platz | Land        | Athlet          | Zeit     |
| ----- | ----------- | --------------- | -------- |
| 1     | Deutschland | Thomas Rupprath | 00:23,51 |
| 2     | Australien  | Matthew Welsh   | 00:23,60 |
| 3     | USA         | Peter Marshall  | 00:23,93 |

#### 100 m Rücken
| Platz | Land        | Athlet          | Zeit     |
| ----- | ----------- | --------------- | -------- |
| 1     | USA         | Aaron Peirsol   | 00:50,72 |
| 2     | Australien  | Matthew Welsh   | 00:51,04 |
| 3     | Deutschland | Thomas Rupprath | 00:51,20 |

#### 200 m Rücken
| Platz | Land       | Athlet              | Zeit        |
| ----- | ---------- | ------------------- | ----------- |
| 1     | USA        | Aaron Peirsol       | 01:50,52 WR |
| 2     | Australien | Matthew Welsh       | 01:52,54    |
| 3     | Russland   | Arkadi Wjattschanin | 01:54,20    |

### Brust

#### 50 m Brust
| Platz | Land       | Athlet          | Zeit     |
| ----- | ---------- | --------------- | -------- |
| 1     | USA        | Brendan Hansen  | 00:26,86 |
| 2     | Australien | Brenton Rickard | 00:27,09 |
| 3     | Schweden   | Stefan Nystrand | 00:27,28 |

#### 100 m Brust
| Platz | Land       | Athlet             | Zeit     |
| ----- | ---------- | ------------------ | -------- |
| 1     | USA        | Brendan Hansen     | 00:58,45 |
| 2     | Australien | Brenton Rickard    | 00:58,64 |
| 3     | Kasachstan | Wladislaw Poljakow | 00:59,07 |

#### 200 m Brust
| Platz | Land       | Athlet             | Zeit     |
| ----- | ---------- | ------------------ | -------- |
| 1     | USA        | Brendan Hansen     | 02:04,98 |
| 2     | Australien | Brenton Rickard    | 02:08,34 |
| 3     | Kasachstan | Wladislaw Poljakow | 02:08,36 |

### Lagen

#### 100 m Lagen
| Platz | Land        | Athlet          | Zeit     |
| ----- | ----------- | --------------- | -------- |
| 1     | Slowenien   | Peter Mankoč    | 00:52,66 |
| 2     | Deutschland | Thomas Rupprath | 00:53,35 |
| 3     | Brasilien   | Thiago Pereira  | 00:53,75 |

#### 200 m Lagen
| Platz | Land      | Athlet           | Zeit     |
| ----- | --------- | ---------------- | -------- |
| 1     | Brasilien | Thiago Pereira   | 01:55,78 |
| 2     | USA       | Ryan Lochte      | 01:55,86 |
| 3     | Tunesien  | Oussama Mellouli | 01:56,23 |

#### 400 m Lagen
| Platz | Land            | Athlet           | Zeit     |
| ----- | --------------- | ---------------- | -------- |
| 1     | Tunesien        | Oussama Mellouli | 04:07,02 |
| 2     | Verein. Königr. | Robin Francis    | 04:08,06 |
| 3     | USA             | Eric Shanteau    | 04:08,94 |

### Staffel

#### Staffel 4 × 100 m Freistil
| Platz | Land      | Athleten                                                                   | Zeit     |
| ----- | --------- | -------------------------------------------------------------------------- | -------- |
| 1     | USA       | - Nick Brunelli - Neil Walker - Nate Dusing - Jason Lezak                  | 03:09,96 |
| 2     | Brasilien | - César Cielo Filho - Thiago Pereira - Christiano Santos - Nicholas Santos | 03:12,73 |
| 3     | Kanada    | - Michael Mintenko - Matthew Rose - Adam Sioui - Rick Say                  | 03:13,62 |

#### Staffel 4 × 200 m Freistil
| Platz | Land       | Athleten                                                            | Zeit     |
| ----- | ---------- | ------------------------------------------------------------------- | -------- |
| 1     | USA        | - Ryan Lochte - Chad Carvin - Daniel Ketchum - Justin Mortimer      | 07:03,71 |
| 2     | Australien | - Nicholas Sprenger - Andrew Mewing - Brendan Hughes - Joshua Krogh | 07:03,78 |
| 3     | Brasilien  | - Rodrigo Castro - Thiago Pereira - Rafael Mosca - Lucas Salatta    | 07:06,64 |

#### Staffel 4 × 100 m Lagen
| Platz | Land       | Athleten                                                                   | Zeit        |
| ----- | ---------- | -------------------------------------------------------------------------- | ----------- |
| 1     | USA        | - Aaron Peirsol - Brendan Hansen - Ian Crocker - Jason Lezak               | 03:25,09 WR |
| 2     | Australien | - Matthew Welsh - Brenton Rickard - Andrew Richards - Andrew Mewing        | 03:29,72    |
| 3     | Russland   | - Arkadi Wjattschanin - Andrei Iwanow - Nikolai Skworzow - Andrei Kapralow | 03:32,11    |

## Schwimmen Frauen

### Freistil

#### 50 m Freistil
| Platz | Land        | Athlet            | Zeit     |
| ----- | ----------- | ----------------- | -------- |
| 1     | Niederlande | Marleen Veldhuis  | 00:24,41 |
| 2     | Australien  | Lisbeth Lenton    | 00:24,54 |
| 3     | Schweden    | Therese Alshammar | 00:24,63 |

#### 100 m Freistil
| Platz | Land        | Athlet           | Zeit     |
| ----- | ----------- | ---------------- | -------- |
| 1     | Australien  | Lisbeth Lenton   | 00:52,67 |
| 2     | Schweden    | Josefin Lillhage | 00:53,56 |
| 3     | Niederlande | Marleen Veldhuis | 00:53,88 |

#### 200 m Freistil
| Platz | Land     | Athlet           | Zeit     |
| ----- | -------- | ---------------- | -------- |
| 1     | Schweden | Josefin Lillhage | 01:56,35 |
| 2     | USA      | Lindsay Benko    | 01:56,48 |
| 3     | USA      | Dana Vollmer     | 01:58,05 |

#### 400 m Freistil
| Platz | Land  | Athlet          | Zeit     |
| ----- | ----- | --------------- | -------- |
| 1     | USA   | Kaitlin Sandeno | 04:02,01 |
| 2     | USA   | Sara McLarty    | 04:04,49 |
| 3     | Japan | Sachiko Yamada  | 04:04,64 |

#### 800 m Freistil
| Platz | Land       | Athlet         | Zeit     |
| ----- | ---------- | -------------- | -------- |
| 1     | Japan      | Sachiko Yamada | 08:18,21 |
| 2     | USA        | Kate Ziegler   | 08:20,55 |
| 3     | Australien | Melissa Gorman | 08:25,38 |

### Schmetterling

#### 50 m Schmetterling
| Platz | Land       | Athlet                | Zeit     |
| ----- | ---------- | --------------------- | -------- |
| 1     | USA        | Jenny Thompson        | 00:25,89 |
| 2     | Schweden   | Anna-Karin Kammerling | 00:26,02 |
| 3     | Australien | Lisbeth Lenton        | 00:26,53 |

#### 100 m Schmetterling
| Platz | Land     | Athlet            | Zeit     |
| ----- | -------- | ----------------- | -------- |
| 1     | Slowakei | Martina Moravcová | 00:57,38 |
| 2     | USA      | Rachel Komisarz   | 00:57,85 |
| 3     | USA      | Jenny Thompson    | 00:58,13 |

#### 200 m Schmetterling
| Platz | Land   | Athlet          | Zeit     |
| ----- | ------ | --------------- | -------- |
| 1     | USA    | Kaitlin Sandeno | 02:06,95 |
| 2     | USA    | Mary Descenza   | 02:07,79 |
| 3     | Kanada | Audrey Lacroix  | 02:08,05 |

### Rücken

#### 50 m Rücken
| Platz | Land                | Athlet          | Zeit     |
| ----- | ------------------- | --------------- | -------- |
| 1     | USA                 | Haley Cope      | 00:27,49 |
| 2     | Volksrepublik China | Chang Gao       | 00:27,55 |
| 3     | Australien          | Sophie Edington | 00:28,17 |

#### 100 m Rücken
| Platz | Land                | Athlet          | Zeit     |
| ----- | ------------------- | --------------- | -------- |
| 1     | USA                 | Haley Cope      | 00:59,03 |
| 2     | Volksrepublik China | Chang Gao       | 00:59,61 |
| 3     | Australien          | Sophie Edington | 00:59,64 |

#### 200 m Rücken
| Platz | Land       | Athlet           | Zeit     |
| ----- | ---------- | ---------------- | -------- |
| 1     | USA        | Margaret Hoelzer | 02:05,84 |
| 2     | Australien | Tayliah Zimmer   | 02:08,05 |
| 3     | Neuseeland | Melissa Ingram   | 02:08,54 |

### Brust

#### 50 m Brust
| Platz | Land       | Athlet         | Zeit     |
| ----- | ---------- | -------------- | -------- |
| 1     | Australien | Brooke Hanson  | 00:30,20 |
| 2     | Australien | Jade Edmistone | 00:30,21 |
| 3     | USA        | Tara Kirk      | 00:30,61 |

#### 100 m Brust
| Platz | Land       | Athlet         | Zeit     |
| ----- | ---------- | -------------- | -------- |
| 1     | Australien | Brooke Hanson  | 01:05,36 |
| 2     | Australien | Jade Edmistone | 01:05,97 |
| 3     | USA        | Tara Kirk      | 01:06,33 |

#### 200 m Brust
| Platz | Land       | Athlet          | Zeit     |
| ----- | ---------- | --------------- | -------- |
| 1     | Australien | Brooke Hanson   | 02:21,68 |
| 2     | USA        | Amanda Beard    | 02:22,53 |
| 3     | Australien | Sarah Katsoulis | 02:22,97 |

### Lagen

#### 100 m Lagen
| Platz | Land       | Athlet            | Zeit     |
| ----- | ---------- | ----------------- | -------- |
| 1     | Australien | Brooke Hanson     | 01:00,01 |
| 2     | Australien | Shayne Reese      | 01:00,92 |
| 3     | Slowakei   | Martina Moravcová | 01:00,95 |

#### 200 m Lagen
| Platz | Land       | Athlet        | Zeit     |
| ----- | ---------- | ------------- | -------- |
| 1     | Australien | Brooke Hanson | 02:09,81 |
| 2     | Australien | Lara Caroll   | 02:10,58 |
| 3     | USA        | Katie Hoff    | 02:10,61 |

#### 400 m Lagen
| Platz | Land       | Athlet          | Zeit     |
| ----- | ---------- | --------------- | -------- |
| 1     | USA        | Kaitlin Sandeno | 04:30,12 |
| 2     | USA        | Katie Hoff      | 04:33,09 |
| 3     | Australien | Lara Carroll    | 04:35,46 |

### Staffel

#### Staffel 4 × 100 m Freistil
| Platz | Land       | Athleten                                                                         | Zeit     |
| ----- | ---------- | -------------------------------------------------------------------------------- | -------- |
| 1     | USA        | - Amanda Weir - Kara Lynn Joyce - Lindsay Benko - Jenny Thompson                 | 03:35,07 |
| 2     | Schweden   | - Josefin Lillhage - Anna-Karin Kammerling - Johanna Sjöberg - Therese Alshammar | 03:35,83 |
| 3     | Australien | - Lisbeth Lenton - Louise Tomlinson - Danni Miatke - Shayne Reese                | 03:36,18 |

#### Staffel 4 × 200 m Freistil
| Platz | Land       | Athleten                                                             | Zeit     |
| ----- | ---------- | -------------------------------------------------------------------- | -------- |
| 1     | USA        | - Dana Vollmer - Rachel Komisarz - Lindsay Benko - Kaitlin Sandeno   | 07:47,72 |
| 2     | Australien | - Lisbeth Lenton - Danni Miatke - Louise Tomlinson - Shayne Reese    | 07:51,39 |
| 3     | Schweden   | - Ida Mattsson - Johanna Sjöberg - Josefin Lillhage - Petra Granlund | 07:54,39 |

#### Staffel 4 × 100 m Lagen
| Platz | Land       | Athleten                                                               | Zeit        |
| ----- | ---------- | ---------------------------------------------------------------------- | ----------- |
| 1     | Australien | - Sophie Edington - Brooke Hanson - Jessicah Schipper - Lisbeth Lenton | 03:54,95 WR |
| 2     | USA        | - Haley Cope - Tara Kirk - Jenny Thompson - Kara Lynn Joyce            | 03:55,68    |
| 3     | Schweden   | - Therese Svendsen - Sara Larsson - Johanna Sjöberg - Josefin Lillhage | 04:01,76    |